# Lazarus Ercker

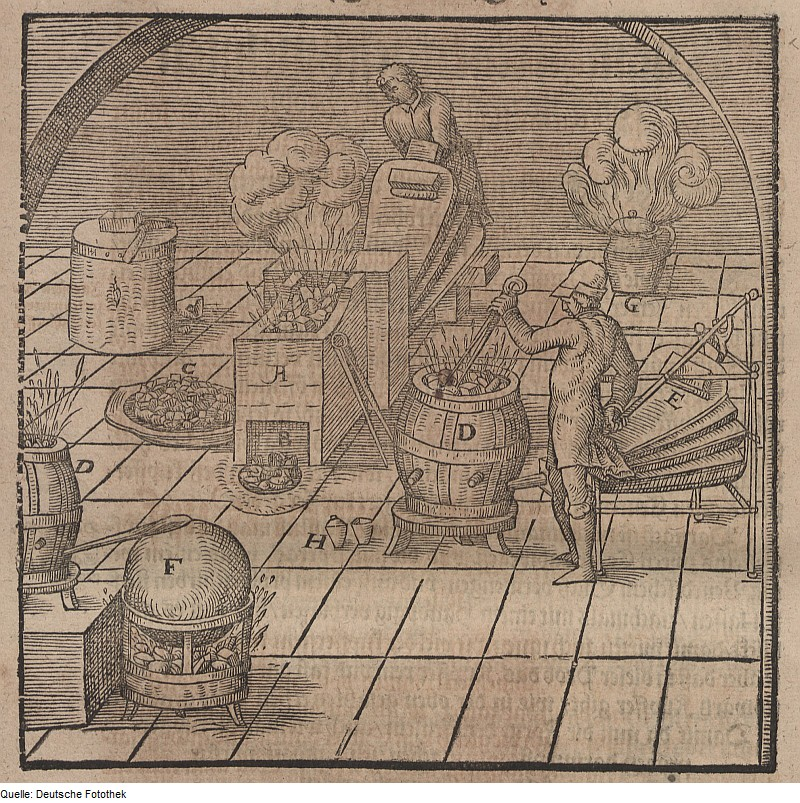

Lazarus Ercker, ab 1586 Lazarus Ercker von Schreckenfels (* um 1528/1530 in Annaberg; † 7. Januar 1594 in Prag) war ein sächsischer und böhmischer Münzmeister, Guardein und Autor. 

## Leben und Werk
Nach seinem Studium von 1547 bis 1548 an der Universität Wittenberg ging Ercker in kurfürstlich-sächsische Dienste. Ab 1554 wirkte er als Münzguardein in Dresden und wirkte ab 1567 in Kuttenberg als Münzmeister.
Seine Aula subterranea von 1574 enthält eine ausführliche Beschreibung der damaligen Verfahren zur Gewinnung von Metallen aus Erzen sowie den Nachweis des Metallgehalts und die Zusammensetzung von Legierungen. Es ist das erste nachweisliche Lehrbuch der Dokimastik.
Er war der wichtigste Berater von Rudolph II. in Sachen Bergbau und diente ihm in dieser Eigenschaft fast dreißig Jahre.

## Werke
- Vom Rämelsbergk vnd desselbigen Berckwergks ein kurtzer bericht. Durch einen wohl erfahrnen vnd Vorsuchten desselbigen Berckwergks etlichen seinen guten Freunden vnd Liebhabern der Berckwerge zu ehren vnd nutz gestellet, Erfurt 1565 (Digitalisat)
- Beschreibung allerfürnemisten Mineralischen Ertzt, unnd Bergwercks arten, wie dieselbigen, unnd eine jede insonderheit, der Natur und Eigenschafft nach, auff alle Metale Probirt ... In fünff Bücher verfast, Georg Schwartz, Prag 1574; und verschiedene weitere Ausgaben:
  - Beschreibung der allerfürnemsten Mineralischen Erzt und Bergwerksarten, Frankfurt am Main 1580 (Digitalisat)
  - Beschreibung der allerfürnemsten Mineralischen Erzt und Bergwerksarten, Frankfurt am Main 1598  (Digitalisat)
  - Beschreibung der allerfürnemsten Mineralischen Erzt und Bergwerksarten, Frankfurt am Main 1629  (Digitalisat)
  - Aula Subterranea Domina Dominantium Subdita Subditorum. Das ist: Untererdische Hofhaltung..., Frankfurt am Main. Bd. 1 1672 (Digitalisat und Volltext im Deutschen Textarchiv; Digitalisat), Bd. 2 1673 (Digitalisat und Volltext im Deutschen Textarchiv; Digitalisat in der SLUB Dresden)
  - Aula subterranea, domina donimantium, subdita subditorum. Das ist: Untererdische Hofhaltung..., Frankfurt am Main 1684
  - Aula subterranea domina dominantium subdita subditorum, Das ist: Untererdische Hoffhaltung..., Frankfurt am Main 1703 (Digitalisat)
  - Aula subterranea domina dominantium subdita subditorum. Das ist: Untererdische Hofhaltung..., Frankfurt am Main 1736